# ولیکا لاشنا
ولیکا لاشنا (اسلوونیایی: Velika Lašna) یک زیستگاه انسانی در اسلوونی است که در Kamnik Municipality واقع شده‌است.

## خصوصیات
ولیکا لاشنا ۳٫۸۸ کیلومترمربع مساحت و ۱۰۲ نفر جمعیت دارد و ۶۴۹٫۵ متر بالاتر از سطح دریا واقع شده‌است.